# 北海道道713号中渚滑紋別停車場線
北海道道713号中渚滑紋別停車場線（ほっかいどうどう713ごう なかしょこつもんべつていしゃじょうせん）は、北海道紋別市を結ぶ一般道道（北海道道）である。

## 概要

### 路線データ
- 起点：北海道紋別市上渚滑町中渚滑（国道273号交点）
- 終点：北海道紋別市幸町5丁目（旧JR北海道 名寄本線 紋別駅跡）
- 路線延長：8.3km（総延長）

## 歴史
- 1971年（昭和46年）3月31日 - 路線認定[1]。同日全線重複となる北海道道275号紋別停車場線を廃止[2]
- 1991年（平成3年）7月16日 - ルート変更[3]

## 路線状況

### 重複区間
- 紋別市南が丘町4丁目 - 紋別市弁天町3丁目（北海道道305号紋別丸瀬布線）

## 地理

### 通過する自治体
- オホーツク総合振興局
  - 紋別市

### 交差する道路
紋別市
- 国道273号 - 上渚滑町中渚滑（起点）
- 国道238号 - 大山町3丁目
- 北海道道305号紋別丸瀬布線 - 弁天町3丁目、本町5丁目
- 北海道道304号紋別港線 - 港町5丁目

### 沿線にある施設など
紋別市
- 中渚滑簡易郵便局 - 上渚滑町中渚滑141-2
- セイコーマート紋別大山店 - 大山町3丁目5-51
- 北見信用金庫南が丘支店 - 南が丘町4丁目1-17
- 紋別税務署 - 南が丘町2丁目1-44
- 紋別市立紋別中学校 - 南が丘町2丁目
- 紋別警察署 - 南が丘町1丁目5-16
- 北海道銀行紋別支店 - 本町5丁目1-5
- 北洋銀行紋別支店 - 本町3丁目1-22
- 北見信用金庫紋別支店 - 幸町4丁目1-25
- オホーツク氷紋の駅 - 紋別市幸町4丁目1-1